# Darwin (Austràlia)
Darwin és la capital i la ciutat més poblada del Territori del Nord, Austràlia. Se situa a la costa septentrional del país i la seva població és de 109.478 habitants (estimació del juny del 2004). A la ciutat hi ha una base naval de l'armada australiana, que fou atacada per la Marina Imperial Japonesa el 19 de febrer de 1942. Darwin té un clima tropical que provoca fortes tempestes i ciclons tropicals.